# 闘鶏餃
闘鶏餃（たうちぃちょう）は琉球王朝時代より沖縄県で作られている揚げ菓子である。本来の読みは「とうちいちょう」だが、方言による訛りと旧仮名遣いの誤読や誤記により、今日では「たうちいちょう」「たうちいちゃう」「たわちいちょう」などと表記・発音されることが多い。

## 概要
闘鶏餃は胡麻餡と桔餅を、小麦粉にラードを練り込んだパイ生地で半円形に包み、周縁部に餃子のような襞をつけて揚げた菓子である。揚げた後の襞が鶏の鶏冠のように見えることから名付けられた。

## 類似する料理

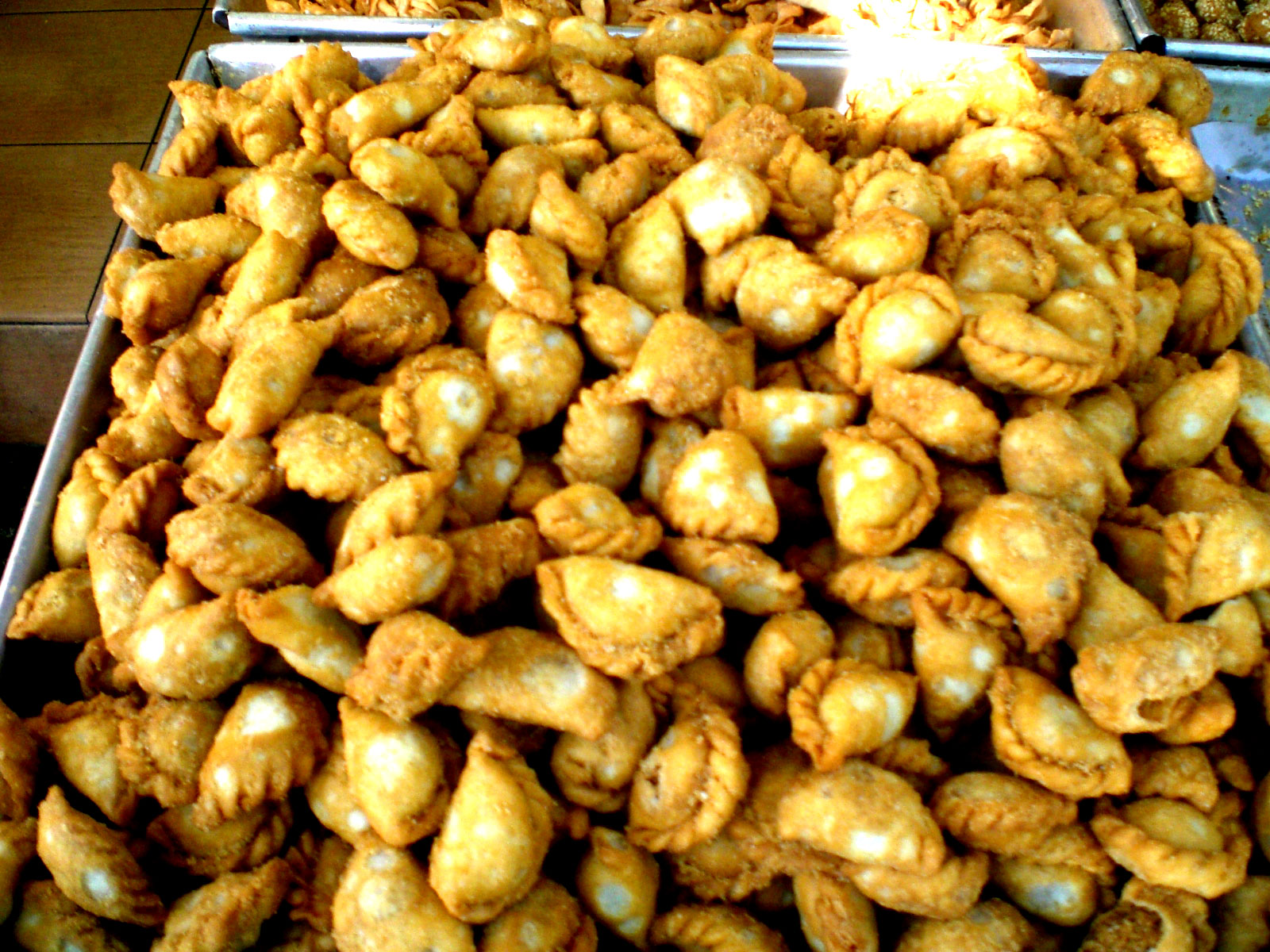
中国の油角

中国の広東省に油角（ラテン文字：Jau gok、Yau gok）もしくは角仔と呼ばれる見た目のよく似た料理があり、闘鶏餃のルーツであると考えられている。ただし油角の生地はもち米を使用して作るもので、現在の沖縄で作られているパイ生地で包む闘鶏餃とは味や食感が大きく異る。油角は香港を含む広東語話者が多く居住する地域では一般的な軽食であり、旧正月の料理として多く供される。
油角には肉などを詰めた「鹹角仔」（簡体字: 咸角仔; 繁体字: 鹹角仔; 拼音: xián jiǎo zǐ; 粤拼: haam4 gok3 zai2）と甘味のある「甜角仔」（中国語: 甜角仔; 拼音: tián jiǎo zǐ; 粤拼: tim4 gok3 zai2）の二種類がある。鹹角仔に詰める材料は地域により大きく異なるが、一般的に豚肉、腸詰、椎茸などを用いることが多い。材料に豚肉を使用しているため、鹹角仔は脂を多く含む料理である。
一方、甜角仔では一般に乾燥させたココナッツパウダーと砂糖を使用することが多い。揚げた後の料理はパリパリとした食感となる。この料理はベジタリアンの間で人気のある料理である。
英語ではOil dumpling、Crispy triangles、Fried oil dumplings、New year dumplings、Chinese new year dumplings、Oil horn、Pot stickersなど様々な名前で呼ばれている。